# Diogenes Euergetes
Diogenes Euergetes war der makedonische Stadtkommandant in Athen, der 229 v. Chr. den Hafen Piräus an die Athener übergab, wodurch erstmals nach 65 Jahren Athen frei von fremder Militärbesetzung war.
Dem Diogenes wurde die sehr erhebliche Bestechungssumme von 150 Talenten bezahlt und er wurde zum „Wohltäter“ (Euergetes) der Stadt ernannt. Man richtete ihm zu Ehren Spiele, die Diogeneia (Διογένεια), ein und benannte ein Gymnasion nach ihm, das Diogeneion.